# Selmina volba
Selmina volba (v anglickém originále Selma's Choice) je 13. díl 4. řady (celkem 72.) amerického animovaného seriálu Simpsonovi. Scénář napsal David M. Stern a díl režíroval Carlos Baeza. V USA měl premiéru dne 21. ledna 1993 na stanici Fox Broadcasting Company a v Česku byl poprvé vysílán 28. října 1994 na stanici ČT1.

## Děj
Po zhlédnutí reklamy na Duffyland v televizi se Homer, Bart a Líza rozhodnou, že se tam vydají. Když se chystají k odjezdu, Marge jim řekne, že stará teta Gladys zemřela a oni musí místo Duffylandu na pohřeb. Simpsonovi se spolu s Marginými sestrami Patty a Selmou zúčastní tetina pohřbu a čtení závěti. Na videozáznamu závěti prateta Gladys radí Patty a Selmě, aby neumíraly samy, jako to udělala ona. Selma slyší tikot svých biologických hodin a rozhodne se, že chce dítě. 
Selma vyzkouší videorande, lektvar lásky a flirtování s taškářem, než nakonec po odebrání řidičského průkazu na dopravním inspektorátu vyrazí na rande s Hansem Krtkovicem. Vše jde dobře až do chvíle, kdy se ji Hans pokusí políbit na dobrou noc; Selma si představí, že je matkou několika ošklivých, slepých dětí, a vyhodí Hanse z auta. Líza pak Selmě navrhne, aby zkusila umělé oplodnění. 
Když přijde den, kdy má Homer vzít Barta a Lízu do Duffylandu, otráví se Homer poté, co sní zbytek staré dlouhé bagety. Ve snaze dát Selmě ochutnat mateřství jí Marge zařídí, aby vzala děti do Duffylandu, zatímco ona zůstane doma a bude se starat o Homera. 
V Duffylandu Bart a Líza Selmu vyčerpají, zejména když se svezou na atrakci Little Land of Duff a Bart vyzve Lízu, aby se napila „vody“. Jakmile se Líza napije, začne mít halucinace a bloudí pryč. Zatímco Selma hledá Lízu, Bart uvízne na horské dráze. Pracovníci najdou Lízu plavat nahou ve Fermentáriu a vrátí ji Selmě. 
Homer se mezitím během dne cítí lépe a s Marge si užívají chvíle o samotě při sledování Yentlu a následně Erotických dobrodružství Herkula. Po návratu Barta a Lízy domů se Selma diví, jak to Homer každý den zvládá. Rozhodne se, že prozatím může žít bez dětí, a adoptuje Jub-Juba, Gladysina domácího leguána.

## Produkce
Scenárista David Stern řekl, že považoval za důležité Patty a Selmu „udržet naživu“. Animátoři měli v průběhu řady problémy s velikostí zorniček postav, v této epizodě jsou znatelně větší. Julie Kavnerová ve scéně, kdy rodina sleduje video poslední vůle tety, namluvila celkem pět hlasů. Scéna, kdy prateta Gladys ukazuje svou sbírku bramborových lupínků, byla inspirována Myrtle Youngovou, která vystupovala v The Tonight Show Starring Johnny Carson. Během rozhovoru s Davidem Lettermanem Youngová řekla, že pracovala v kontrole kvality v továrně na bramborové lupínky a sbírala bramborové lupínky, které vypadaly mimo jiné jako slavné osobnosti. Scéna, ve které Homer sní lupínek, je odkazem na vystoupení Johnnyho Carsona, kdy – zatímco se Youngová dívala jinam – Johnny snědl lupínek z jiné misky. Youngová v domnění, že Johnny snědl lupínek z její sbírky, byla šokována, než Johnny nedorozumění vysvětlil. V této epizodě se poprvé objevil Jub-Jub; jméno leguána Jub-Jub pochází od Conana O'Briena.
Ačkoli se při použití skutečných jazyků v pořadu obvykle provádí výzkum, cizí jazyk, jenž je slyšet v Selmině vysílačce, je fiktivní.

## Kulturní odkazy
Název dílu vychází z filmu Sophiina volba z roku 1982. Margina retrospektiva, kdy se sestrami plave v jezeře, vychází z filmu Pán přílivu. Později se Homer a Marge dívají na film Yentl, což je druhý odkaz na film, v němž hraje Barbra Streisandová. Zpěváci v Duffylandu, Hooray for Everything, jsou parodií na hudební skupinu Up with People, která je vidět, jak hraje dětskou verzi písně Lou Reeda „Walk on the Wild Side“. Homer a Bart začnou zpívat „Ding-Dong! The Witch Is Dead“ z Čaroděje ze země Oz. Báseň, kterou prateta Gladys předčítá na začátku své video závěti, je „The Road Not Taken“ od Roberta Frosta. Duffyland je parodií na zahrady Buschr, které původně vznikly jako marketingový prostředek pivovarnické společnosti Anheuser-Busch. Píseň a jízda, kterou Bart, Líza a Selma absolvují a na které zpívají animatronické děti z celého světa, je parodií na píseň „It's a Small World“. Průvod Duffylandu je parodií na disneylandský Main Street Electrical Parade. Lízina halucinace po vypití vody na jízdě je založena na díle výtvarníka Ralpha Steadmana, zejména v románu Strach a hnus v Las Vegas. Když Líza říká: „Jsem královna ještěrů!“, je to odkaz na píseň „Celebration of the Lizard“ od skupiny The Doors. Po získání Jub-Juba zpívá Selma píseň „(You Make Me Feel Like) A Natural Woman“, což je odkaz na finále 4. řady sitcomu Murphy Brownová, v němž reportérka Murphy Brownová zpívá tuto píseň po porodu svého dítěte.

## Přijetí
Díl se v týdnu od 18. do 24. ledna 1993 umístil na 27. místě v týdenní sledovanosti s ratingem Nielsenu 14,2.
Autoři knihy I Can't Believe It's a Bigger and Better Updated Unofficial Simpsons Guide, Warren Martyn a Adrian Wood, uvedli: „Pěkná epizoda pro Selmu a dobrá i pro Marge a Homera. Ale jsou to právě děti, které v tomto díle představují to nejzajímavější, a to svými výstřelky v Duffylandu.“.
Autor knihy Planet Simpson: How a Cartoon Masterpiece Documented an Era and Defined a Generation Chris Turner řekl, že díl „naplňuje obvyklý pytel skvělých gagů“ a „měl několik divácky atraktivních momentů“. Dále uvedl, že „posledních několik minut seriálu se odehrávalo za neustálého smíchu“ v hospodě, kde jej sledoval.